# Dianellaceae
Dianellaceae is een botanische naam, voor een familie van eenzaadlobbige planten. Een familie onder deze naam wordt zelden erkend door systemen van plantentaxonomie, maar wel door de versie uit 1980 van het Dahlgren systeem, alsook door het Takhtajan systeem. Bij APG worden de betreffende planten ingedeeld in de Hemerocallidaceae. Traditionele systemen delen deze planten meest in bij de Liliaceae.